# Greg Berry
Greg Berry (sinh ngày 5 tháng 3 năm 1971) là một tiền vệ bóng đá người Anh đã giải nghệ. Ông là huấn luyện viên và giám đốc kĩ thuật tại Peace Arch Soccer Club và cũng huấn luyện tại Coastal WFC tại British Columbia, Canada.